# Partier fra Stevns
|  | Denne artikel er oprettet af botten PalnaBot ud fra en ekstern database. Den kan derfor have sproglige fejl eller mangler. Denne skabelon kan fjernes efter kontrol af indholdet. |

Partier fra Stevns er en film med ukendt instruktør.

## Handling
Natur. Partier fra Stevns. Klinten. Højerup kirke inden den styrtede ned. Gamle huse. Gammel mand i have. Grise ved gård. Gammel kone vasker tøj ved søbred. Pige vander blomster. Mere tøjvask i sø eller å. Sejlbåd på vand. Aftenbilleder.